# Antoninho Muchanga
Antoninho Muchanga (ur. 24 listopada 1965) – mozambicki piłkarz grający na pozycji pomocnika. W swojej karierze rozegrał 18 meczów w reprezentacji Mozambiku.

## Kariera klubowa
W swojej karierze piłkarskiej Muchanga grał w klubie CD Maxaquene.

## Kariera reprezentacyjna
W reprezentacji Mozambiku Muchanga zadebiutował 16 października 1994 w wygranym 3:1 meczu kwalifikacji do Pucharu Narodów Afryki 1996 z Botswaną, rozegranym w Matoli. W 1996 roku powołano go do kadry na Puchar Narodów Afryki 1996. Na tym turnieju rozegrał trzy mecze grupowe: z Tunezją (1:1), z Wybrzeżem Kości Słoniowej (0:1) i z Ghaną (0:2). Od 1994 do 2000 rozegrał w kadrze narodowej 18 meczów.